# Emil Schlee
Emil Schlee (ur. 21 października 1922 w Schwerinie, zm. 26 lutego 2009 w Schwentinentalu) – niemiecki polityk, historyk i nauczyciel akademicki, poseł do Parlamentu Europejskiego III kadencji.

## Życiorys
W czasie II wojny światowej walczył na froncie wschodnim, kilkakrotnie ranny, w latach 1944–1949 przebywał w niewoli sowieckiej. Studiował następnie m.in. historię i pedagogikę na uniwersytetach we Frankfurcie nad Menem i Moguncji. Pracował m.in. jako nauczyciel akademicki na Uniwersytecie Jana Gutenberga w Moguncji i na Uniwersytecie Chrystiana Albrechta w Kilonii.
W 1967 wstąpił do Unii Chrześcijańsko-Demokratycznej. Był przewodniczącym rady dzielnicy Ober-Roden w Rödermarku (1969–1971) i posłem do landtagu kraju związkowego Hesja (1970–1974). W 1985 odszedł z CDU, a dwa lata później został przewodniczącym narodowo-konserwatywnej partii Republikanie w landzie Szlezwik-Holsztyn. W latach 1989–1994 z ramienia tego ugrupowania zasiadał w Europarlamencie III kadencji, pracował w Komisji ds. Energii, Badań Naukowych i Technologii. W 1993 założył nową partię pod nazwą „Aufbruch 94 – Deutscher Freier Wählerbund”.